# Regione di Itasy
La regione di Itasy è una regione della provincia di Antananarivo, nel Madagascar centrale.
Il capoluogo della regione è Miarinarivo.
Ha una popolazione di 643 000 abitanti distribuita su una superficie di 6993 km².

## Geografia antropica

### Suddivisioni amministrative
La regione è suddivisa in tre distretti:
- distretto di Arivonimamo
- distretto di Miarinarivo
- distretto di Soavinandriana